# Spermophora kerinci
Spermophora kerinci là một loài nhện trong họ Pholcidae. Loài này được phát hiện ở Sumatra và Bali. 